# Clube FM Vera
Clube FM Vera é uma estação de rádio brasileira sediada no município de Vera, cidade do estado de Mato Grosso. Opera no dial FM 90,9 MHz e é afiliada à Rede Clube FM.

## História
Em fevereiro de 2021, o portal de notícias Tudo Rádio apurou que a Rede Clube FM se expandiria para o município de Vera, na região norte do Mato Grosso, através de uma nova frequência que estava sendo concessionada no município.
Em 7 de abril, a emissora entrou em fase de expectativa para estreia da nova rede. No dia 12 do mesmo mês, a emissora estreiou oficialmente as 8h00 da manhã, durante o programa Clube do Fã, se tornando a 34.ª afiliada da Clube FM e a segunda no estado do Mato Grosso.